# Olle Johansson (musiker)
Olle Johansson är född 1946, gick i Stockholms Musikgymnasium, och började efter studentexamen att studera till civilingenjör vid KTH. Hans musikintresse tog dock överhanden och han övergick till studier vid Kungliga Musikhögskolan i Stockholm, där han senare under en period tjänstgjorde som utbildningsledare för kyrkomusikerlinjen. Han var också organist i Engelbrektskyrkan, Stockholm åren 1978-2002. Han var under åren  2002-2012 domkyrkoorganist och körledare i Uppsala domkyrka samt dirigent för körerna Collegium Cantorum och Uppsala Katedralsångare.